# Magdalena Kobielusz
Magdalena Kobielusz (* 8. September 2000) ist eine polnische Skilangläuferin.

## Werdegang
Kobielusz, die bis 2021 für den LZS Sokół Szczyrk startete und seitdem für den KS AZS-AWF Katowice startet, nahm im Dezember 2015 in Štrbské Pleso erstmals am Slavic-Cup teil und belegte dabei den 18. Platz im Sprint und den 12. Rang über 5 km klassisch. In der Saison 2018/19 kam sie bei allen Teilnahmen am Slavic-Cup unter die ersten zehn. Dabei erreichte sie mit Platz drei über 10 km Freistil in Wisła ihre erste Podestplatzierung in dieser Rennserie und zum Saisonende den fünften Gesamtrang. Bei den Junioren-Skiweltmeisterschaften 2019 in Lahti errang sie über 5 km Freistil und im 15-km-Massenstartrennen jeweils den 41. Platz. Im März 2019 siegte sie beim Bieg Piastów über 30 km Freistil. In der Saison 2019/20 holte sie drei Siege im Slavic-Cup und gewann damit die Gesamtwertung. Zudem wurde sie einmal Zweite. Ihr Debüt im Weltcup gab sie im Januar 2020 in Oberstdorf, welches sie auf dem 55. Platz im Skiathlon und auf dem 63. Rang im Skiathlon beendete. Bei den Junioren-Skiweltmeisterschaften 2020 in Oberwiesenthal belegte sie den 53. Platz über 5 km klassisch, den 42. Rang im 15-km-Massenstartrennen sowie den 33. Platz im Sprint. Nach Platz 63 beim Ruka Triple zu Beginn der Saison 2020/21, wurde sie polnische Meisterin über 10 km klassisch sowie im Teamsprint. Bei den U23-Weltmeisterschaften 2021 in Vuokatti belegte sie den 49. Platz über 10 km Freistil, den 41. Rang im Sprint sowie den 14. Platz mit der Mixed-Staffel. In der Saison 2021/22 wurde sie mit zwei dritten Plätzen Fünfte in der Gesamtwertung des Slavic-Cups. Beim Saisonhöhepunkt, den Olympischen Winterspielen 2022 in Peking, kam sie auf den 78. Platz über 10 km klassisch, auf den 59. Rang im Skiathlon und auf den 57. Platz im 30-km-Massenstartrennen. Bei den nachfolgenden U23-Weltmeisterschaften in Lygna errang sie den 56. Platz im Sprint und den 44. Platz über 10 km klassisch.

## Siege bei Continental-Cup-Rennen
| Nr. | Datum             | Ort           | Disziplin        | Serie      |
| --- | ----------------- | ------------- | ---------------- | ---------- |
| 1.  | 28. Dezember 2019 | Štrbské Pleso | Sprint Freistil  | Slavic-Cup |
| 2.  | 29. Dezember 2019 | Štrbské Pleso | 5 km klassisch   | Slavic-Cup |
| 3.  | 8. Februar 2020   | Štrbské Pleso | 10 km klassisch  | Slavic-Cup |
| 4.  | 3. Februar 2024   | Ptaszkowa     | Sprint klassisch | Slavic-Cup |
| 5.  | 4. Februar 2024   | Ptaszkowa     | 10 km klassisch  | Slavic-Cup |